# Petr Kopal
J.M. can. Petr Kopal (2. července 1834 Držkov – 30. ledna 1917 Praha-Vyšehrad), byl český římskokatolický duchovní, novinář, redaktor a spisovatel. V letech 1882–1916 byl proboštským vikaristou Královské kolegiátní kapituly sv. Petra a Pavla na Vyšehradě.

## Život
Narodil se v Držkově na Železnobrodsku jako první z devíti dětí v rodině chalupníka, krupaře, pekaře a příležitostného obchodníka Petra Kopala (* 1808) a jeho ženy Anny (* 1815), rozené Knopové. Od roku 1844 chodil do školy na „handlu“ v německojazyčných Vrkoslavicích u Jablonce nad Nisou, později se učil ve Smržovce (Morchenstern) u učitele a kantora Franze Vorbacha. V letech 1847–1855 absolvoval gymnázium v Jičíně. V letech 1855–1859 studoval v kněžském semináři v Hradci Králové. Na kněze byl vysvěcen 25. července 1859 v Hradci Králové. Primici sloužil 7. srpna 1859 v Zásadě, v kapli sv. Prokopa.
Poté byl postupně kaplanem v několika venkovských farnostech a vězeňským duchovním ve Valdicích. Na svých působištích vystupoval jako český vlastenec, což se u některých jeho nadřízených nesetkalo s pochopením. Následkem toho bylo v roce 1871 jeho přeložení do německojazyčného prostředí – na faru do Kozlů u Loun.

## Literární dílo
Od roku 1877 byl přispěvatelem, později redaktorem a vedoucím redaktorem deníku Čech, do kterého psal úvodníky, fejetony a psal do kulturní, hospodářské, soudní a deníkářské rubriky. Ve svých příspěvcích vystupoval s razantní kritikou postavení církve v Rakousku. Tyto jeho aktivity, společně s podporou češství, jej dostaly před soud. Od vězení jej nakonec uchránila milost, udělená císařem. V roce 1882 pak tehdejší vyšehradský probošt Karlach prosadil Kopalovo jmenování kooperátorem a proboštským vikaristou při vyšehradské kapitule.
Dále založil a redigoval Obranu víry (1884–1893) s přílohou Kalendář pro živé a mrtvé duše (již od 1877), či časopis Vychovatel (1885–1890). Jeho nejúspěšnějším počinem byly „krejcarové“ lidové čtrnáctideníky Kříž a Maria, které redigoval od založení v roce 1894 do své smrti. Oba tyto časopisy vycházely v desetitisícových nákladech a svého zakladatele přežily o celé čtvrtstoletí. Díky své dobré znalosti románských i slovanských jazyků čerpal aktuální látku z mnoha cizích zdrojů. V roce 1910 přeložil z francouzštiny životopis Jany z Arku.
Kopalova literární tvorba byla zaměřena zejména apologeticky na obranu katolické víry, proti opouštění církve a nemocem moderní doby (sociální důsledky stěhování do měst, rozpadu tradiční soudržné společnosti, vliv tovární práce, česko-německé vztahy). Texty vycházely z dobré znalosti lidového prostředí, často byly obratně psané a většinou měly silný sociální rozměr. Svá díla psal zejména pro publikaci v různých periodikách a sociální otázka se postupně stala jedním z jeho hlavních témat. Prózou přispíval například do periodika Vlasť, které redigoval kněz Tomáš Škrdle, průkopník křesťansky orientovaného socialismu. Roku 1884 začal vydávat apologetické periodikum Obrana víry. V roce 1902 začaly v Cyrillomethodějské knihtiskárně a nakladatelství V. Kotrba, s jehož majitelem se Kopal přátelil, vycházet jeho sebrané spisy (Mojžíš, Sebevražednice, Do Kartouz – Matčina kletba a Memoáry kocoura, Chudý boháč, Devatero řemeslo a desátá žebrota, Miroslavín aneb rozluštění otázky sociální aj.), ale přes svůj název zahrnuly jen část jeho tvorby. Nadšenou předmluvu ke spisům napsal Kopalův velký obdivovatel, kněz a spisovatel Jindřich Šimon Baar. Pro poznání života v Kopalově rodišti v 19. století – a také česko-německých poměrů – je zajímavý autobiografický text Z mého života (1894), zatímco zejména Kopalovu redaktorskou práci popisuje posmrtně vydaná Autobiografie (1919). Z literárních historiků se Kopalovi věnoval v poslední době pouze Martin C. Putna v díle Česká katolická literatura 1848-1918.
Petr Kopal zemřel 30. ledna 1917 a byl pohřben na Vyšehradském hřbitově nedaleko presbytáře chrámu sv. Petra a Pavla.

### Próza
- Chudý boháč
- Bedřiškov (pokračování Chudého boháče)
- Farář z Černodola (částečně autobiografické)
- Apoštol trhanů (částečně autobiografické)
- Miroslavín
- Samovrazi
- Apostati
- Defraudant
- Mojžíš
- Do Kartouz

### Sbírky kázání
- Říše Ducha svatého
- Umučení Páně
- Vzkříšení